# Lasiochernes graecus
Espèce
Lasiochernes graecus est une espèce de pseudoscorpions de la famille des Chernetidae.

## Distribution
Cette espèce se rencontre en Grèce et en Albanie.

## Étymologie
Son nom d'espèce lui a été donné en référence au lieu de sa découverte, la Grèce.

## Publication originale
- Beier, 1963 : Sizilianische Pseudoscorpione. Bolletino Accademia Gioenia di Scienze Naturali in Catania, sér. 4, vol. 7, p. 253-263.